# Salsk
Salsk (ryska: Сальск) är en stad i Rostov oblast i Ryssland. Folkmängden uppgår till cirka 59 000 invånare.